# Presa di Oppenheim
La presa di Oppenheim o conquista spagnola di Oppenheim ebbe luogo il 14 settembre 1620 a Oppenheim, nell'Elettorato palatino, tra l'esercito spagnolo comandato da Ambrogio Spinola e le forze elettorali guidate da Gioacchino Ernesto di Brandeburgo-Ansbach, nel corso della fase palatina della guerra dei trent'anni. Le truppe spagnole al comando dello Spinola, con una grande manovra di distrazione sulla città di Worms, riuscirono a giocare l'esercito protestante di Gioacchino Ernesto ed a catturare l'importante città di Oppenheim senza troppe difficoltà, sferrando un duro colpo al nemico.

## Antefatto
Nel 1620 la monarchia spagnola era entrata nella guerra dei trent'anni con l'intento di conquistare l'Elettorato Palatino. Gli spagnoli videro questa conquista come necessaria dal momento che il Palatinato ostacolava la rotta verso l'Italia e verso i Paesi Bassi spagnoli (la cosiddetta strada spagnola). Inoltre, la Spagna era una potenza cattolica e pertanto naturalmente sosteneva l'imperatore del Sacro Romano Impero contro i protestanti. Nell'agosto del 1620, don Ambrogio Spinola, come comandante in capo dell'armata delle Fiandre, invase il Palatinato dai Paesi Bassi spagnoli ed avanzò verso Francoforte sul Meno. La città venne rinforzata poco prima dell'arrivo degli spagnoli e pertanto lo Spinola decise di marciare in direzione di Oppenheim. All'inizio di settembre le città di Bad Kreuznach e Alsheim erano già state prese dagli spagnoli.
L'obbiettivo primario dello Spinola era quello di occupare la città di modo da potersi assicurare viveri e munizioni in loco, anticipando l'arrivo dell'inverno. L'attenzione dello Spinola si focalizzò su Oppenheim in quanto la città risultava strategica per la presenza di un ponte che costituiva l'accesso vero e proprio al Palatinato. La città, ad ogni modo, aveva un'importante guarnigione ed era protetta da pesanti fortificazioni e pertanto sarebbe stato consigliabile un assalto diretto.

## La presa di Oppenheim
Spinola pose il proprio accampamento presso Alsheim e da lì diede inizio ad una grande manovra di distrazione sul nemico, simulando di voler marciare sulla città di Worms. Gioacchino Ernesto di Brandeburgo-Ansbach, che comandava l'esercito protestante insediato a Oppenheim e nei dintorni, con quasi 24 000 uomini, immediatamente diresse il grosso delle proprie truppe a Worms, lasciando solo una piccola guarnigione a Oppehneim. Spinola, col favore della notte, si avvicinò invece ad Oppenheim, giungendo all'alba del 14 settembre e dando inizio ai preparativi per l'assalto.

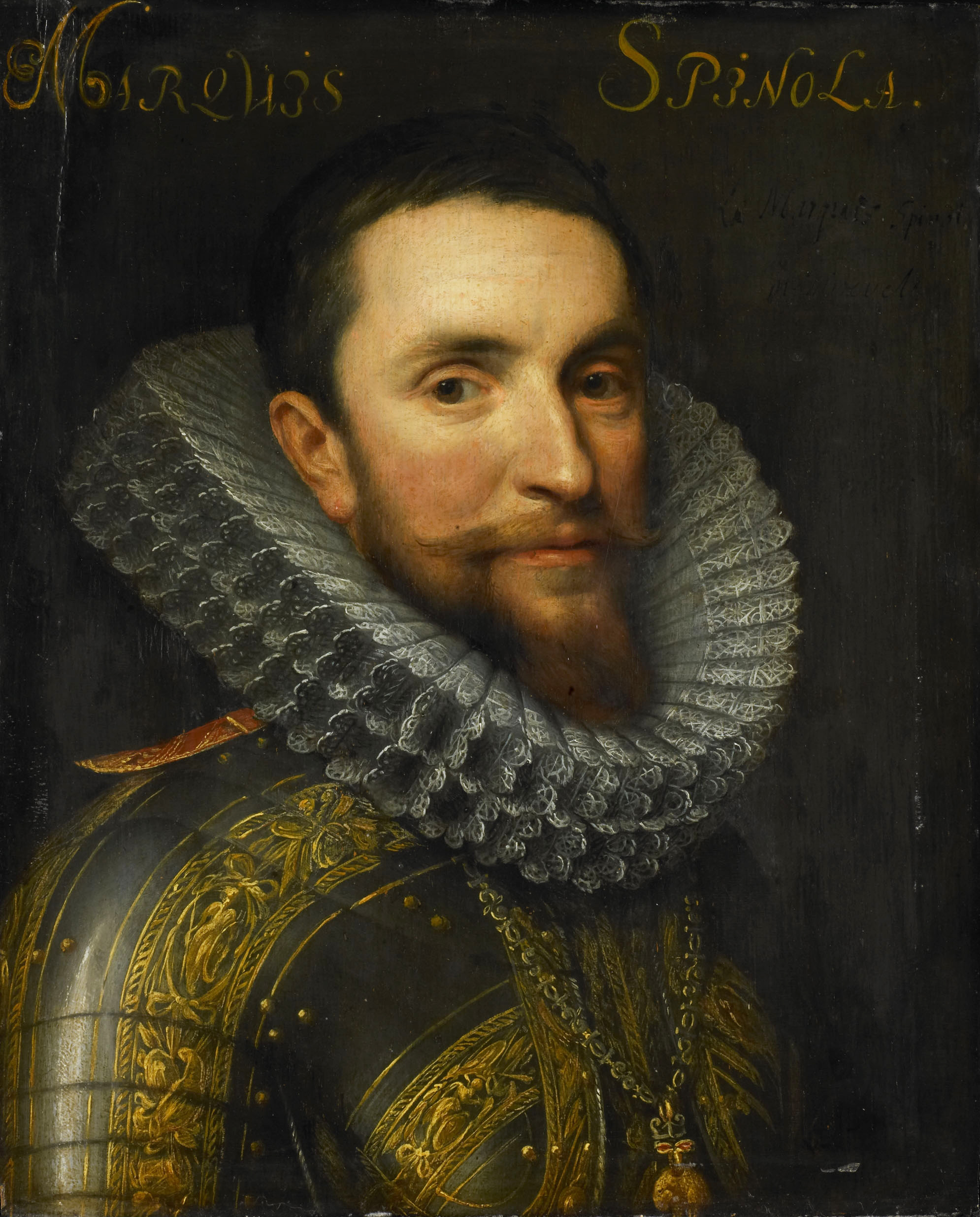
Ritratto di don Ambrogio Spinola eseguito da Michiel van Mierevelt.

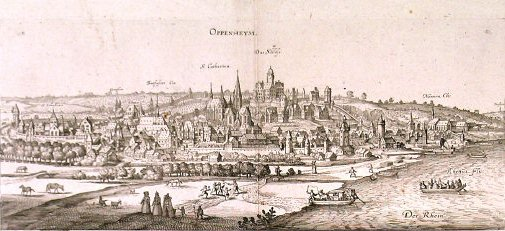
Veduta di Oppenheim di Joannes Janssonius.

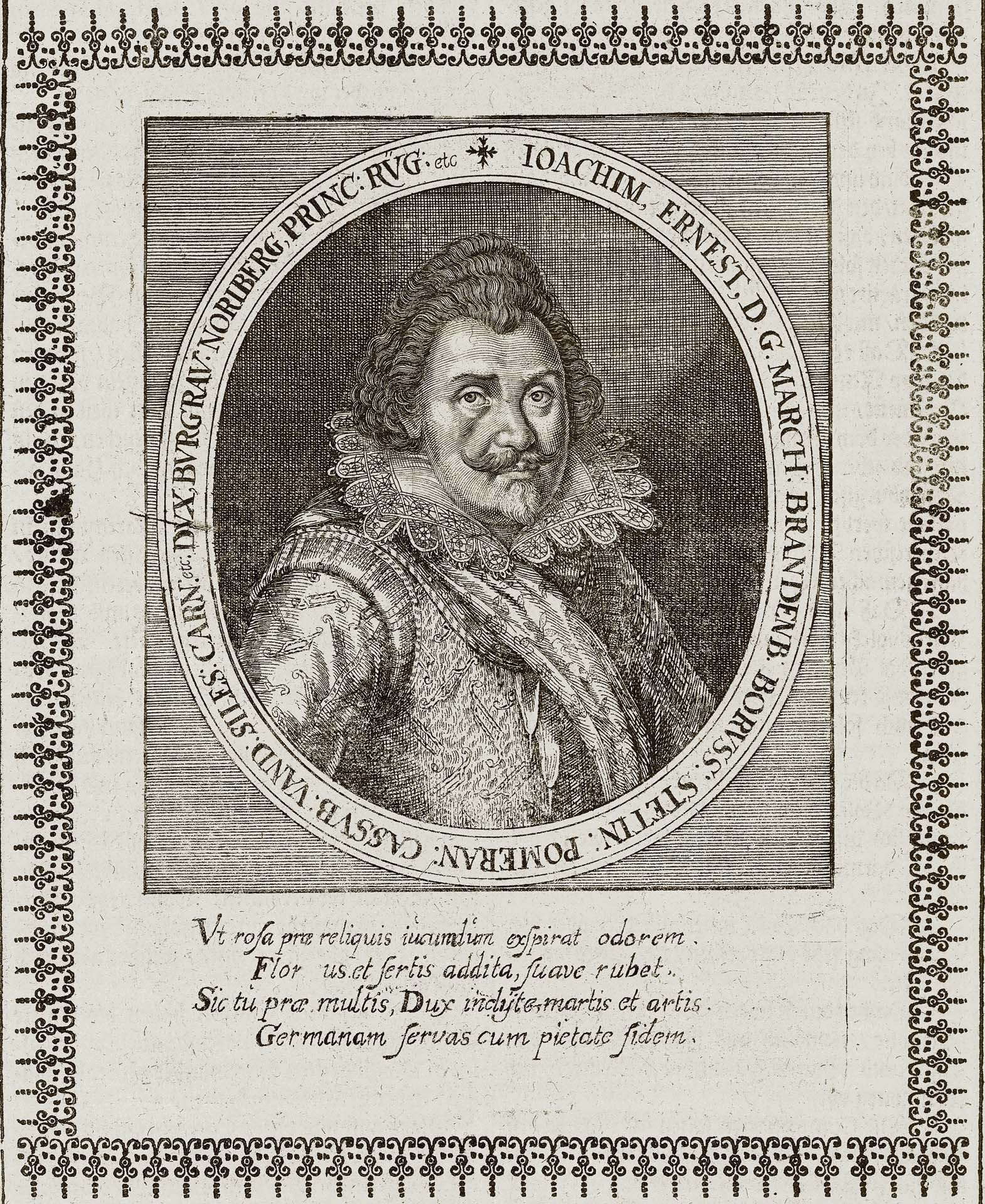
Gioacchino Ernesto di Brandeburgo-Ansbach.

La guarnigione protestante, vedendo l'esercito spagnolo schierato, abbandonò le difese e si arrese perdendo solo qualche uomo. Secondo la corrispondenza dello Spinola, la guarnigione protestante era composta da 800 moschettieri reclutati nel Palatinato. Oppenheim venne catturata ed i soldati locali disarmati e rilasciati. Oltre a varie bandiere reggimentali, gli spagnoli raccolsero tutti i viveri e le munizioni dei soldati palatini e si insediarono nelle caserme cittadine.

## Conseguenze
La perdita di Oppenheim fu un duro colpo per il Palatinato, dal momento che la città era una delle chiavi per dominare la valle del Reno dal momento che i ponti della città erano posti proprio a guardia del cuore della regione. Il ponte era stato ad ogni modo distrutto e lo Spinola diede ordine di ricostruirlo.
Il generale Spinola decise di stabilirsi coi suoi uomini a Oppenheim, chiedendo nel contempo rinforzi all'arciduca Alberto d'Austria a Bruxelles. Il 25 settembre, si tenne un consiglio di guerra coi principali ufficiali spagnoli dal momento che in quel momento era pervenuta la notizia che un gruppo di cavalieri protestanti era pronto ad attaccare le loro posizioni. Lo Spinola inviò un messaggio al conte Hendrik van den Bergh, che comandava 2200 cavalieri ed aveva con sé 3 cannoni, affinché si preparasse per un'imboscata, ma l'attacco paventato poi non avvenne.
Con l'avanzare dell'inverno, i due eserciti si ritirarono nelle rispettive caserme. Ad ogni modo, l'esercito protestante colse l'inverno per rafforzarsi grazie al supporto esterno giunto dall'Inghilterra con gli uomini comandati da sir Horace Vere. Nei sei mesi successivi, gli spagnoli catturarono più di 30 tra città e castelli del Basso Palatinato.